# Chieko Kawabe
Chieko Kawabe (越智 千恵子, Kawabe Chieko) est une chanteuse et une actrice japonaise née le 24 février 1987 à Tokyo au Japon.

## Présentation
Chieko naît le 24 février 1987, dans la capitale japonaise. Son signe astrologique est poissons. Elle mesure 1,65 mètre et pèse 46 kilos. Son groupe sanguin est A. On la surnomme becchi, chie, ou encore chie-chan.
Elle aime collectionner les objets Hello Kitty et a des capacités en danse (qui est son point fort), en imitation et en grimace. Son point faible est l'anglais. La personne qu'elle respecte le plus est sa grand-mère. Son rêve d'enfant était d'être speakerine.

## Biographie
Dès l'âge de 12 ans, Chieko a interprété le rôle de Ami Mizuno/Sailor Mercury dans la comédie musicale Pretty Soldier Sailor Moon (Sera Myu). De 2000 à 2002, elle aura joué au total dans cinq comédies musicales.
De 2003 à 2004, elle revient dans l'univers de Sailor Moon, en interprétant Naru Osaka, la meilleure amie d'Usagi Tsukino, dans la série live Pretty Guardian Sailor Moon.
Le 27 avril 2004, Chieko se consacre à la chanson en sortant un single "Be Your Girl". Cette chanson devient un succès et est utilisé comme chanson de générique de fin à l'anime Elfen Lied. De même pour le c/w (face "B") "Hoshi ni Negai Wo" qui devient le générique de fin de Otogizoushi. Puis suivirent les singles Shining!, puis Kizunairo dont le c/w I Can't Wait devient la chanson thème de la série Lizzie McGuire, et enfin, le 15 mars 2005, sort l'album Brilliance, contenant au total 11 chansons. En juillet 2005, sort son 4e single Candy Baby.
Elle sort en avril 2006, le single Sakura Kiss, qui devient la chanson thème de l'anime Ouran Host Club.

## Discographies

### Album
- 15 mars 2005 - Brilliance

### Singles
- 27 avril 2004 - Be Your Girl
- 24 novembre 2004 - Shining/Cry Baby
- 25 janvier 2005 - Kizunairo
- 20 juillet 2005 - Candy Baby/Mermaid
- 26 avril 2006 - Sakura Kiss/Shimauma no Yoru

## Filmographies

### Films
- 2003 : Mou Hitori Iru - dans le rôle de Yuka

### Séries TV
- 2002 : Toshiie to matsu: kaga hyakumangoku monogatari - dans le rôle de Chiyo.
- 2003/2005 : Pretty Guardian Sailor Moon - Série live, dans le rôle de Naru Osaka.

### DVD
- 2002 : POP!
- 2004 : Pretty Guardian Sailor Moon: Act Zero
- 2004 : Pretty Guardian Sailor Moon: Act Special
- 2004/2005 : Pretty Guardian Sailor Moon - volume 1 à 12.

## Photobooks
- 2002 : "15"